# Orientación (Lost)
Orientación (título original: Orientation) es el capítulo N.º 3 de la Segunda Temporada de Lost. Jack y Locke descubren el propósito de la escotilla. Michael, Sawyer, y Jin son capturados por personas que creen que son Los Otros. FLASHBACK de John Locke.

## Trama

### Flashbacks
Locke participa en un grupo de apoyo, donde relata emocionalmente el engaño perpetrado por su padre (Deus Ex Machina). Luego, una mujer del grupo, Helen Norwood (Katey Sagal), se le acerca con simpatía y se involucran sentimentalmente. Después de pasar la noche juntos, Helen se despierta para encontrar a Locke vistiéndose, alegando que se siente incómodo durmiendo en una cama desconocida. Sale a sentarse en su auto afuera de la finca de su padre (Kevin Tighe). Su padre lo confronta, diciendo que sabe que Locke lo ha estado acosando y le dice que no es bienvenido. Cuando Locke le pregunta ¿Por qué?, Anthony le dice fríamente que simplemente necesitaba un riñón y él necesitaba una figura paterna, nada más. Tras esto, su padre le dice que si se sigue apareciendo llamará a la policía y se va, dejando a Locke triste y consternado.
Un tiempo después, para celebrar seis meses juntos, Helen le da a Locke un regalo: la llave de su casa, con la condición de que deje de ir a la casa de su padre. Locke está de acuerdo, pero no puede cumplir su palabra. Helen finalmente lo sigue y se enfrenta a él. Ella dice que tiene miedo de dejar atrás lo que ha hecho su padre y seguir adelante con ella. Le dice que está destinado a ser difícil, pero lo que le pide es un acto de fe.

### En la isla
En el recinto subterráneo, la confrontación entre Jack, Desmond y Locke proporciona suficiente distracción para que Kate derribe a Desmond. Sin embargo, Desmond dispara por accidente y daña la computadora. Desmond afirma que todos morirán a menos que se arregle la computadora. Kate se dirige a buscar a Sayid por una salida alternativa.
Jack y Locke descubren lo que se esconde detrás de la construcción del búnker: Desmond explica que tres años antes, mientras navegaba por el mundo, su barco se estrelló en la isla. Luego conoció a un hombre (Kelvin) que solicitó su ayuda en su único deber: ingresar un código en la computadora cada 108 minutos (en particular, 108 es la suma de los números 4, 8, 15, 16, 23 y 42). Desmond afirma que "el fin del mundo" llegará si no se presiona el botón y que desde que Kelvin murió él ha estado sólo para cumplir la tarea. Dirige a Jack y Locke para que vean un cortometraje narrado por un científico llamado Dr. Marvin Candle (François Chau). Esta película describe un proyecto llamado Iniciativa DHARMA, establece el nombre y el propósito aproximado de la escotilla como una estación de investigación electromagnética llamada "El cisne", y explica que los espectadores deben ingresar un código en la computadora cada 108 minutos. Jack cree que todo esto es solo un experimento social, pero Locke siente que la película debe tomarse en serio. Desmond intenta encender la computadora, sin éxito. Entra en pánico y se va. Jack se siente frustrado por no obtener todas las respuestas y decide seguir a Desmond pero Locke parece más que satisfecho y está dispuesto a continuar con la labor.
Afuera, Desmond lo reconoce como al hombre a quien conoció en un estadio y le pregunta qué pasó con la mujer a la que Jack estaba operando. Jack, molesto, responde que se casó con ella, pero por la expresión en su rostro Desmond adivina que eso se terminó. Finalmente, Jack lo deja ir y regresa a la estación. Sayid repara con éxito la computadora y Locke le dice a Jack que debería ser él quien presione el botón, pero Jack se niega. Mientras suenan las alarmas, Locke le pregunta a Jack por qué es tan difícil de creer, y Jack le pregunta a Locke por qué lo encuentra tan fácil. Locke le dice que nunca fue fácil, pero que Jack necesita hacer un acto de fe por su cuenta. Con un segundo de sobra, Jack presiona el botón y el reloj se reinicia. Entre ellos acuerdan que tomarán turnos.

### Al otro lado de la isla
En la playa, Michael y Sawyer descubren a Jin, siendo perseguido por cinco personas a quienes Jin identifica como los Otros. Los tres quedan inconscientes y son arrojados a un pozo. En su cautiverio, Jin, Michael y Sawyer conocen a Ana Lucía Cortez, quien supuestamente también fue capturada por los otros habitantes de la isla. Ella les cuenta que viajaba en la sección de cola del avión, que se estrelló en el lado opuesto de la isla y que despertó bajo el agua. Sawyer le dice que planea dispararle al guardia la próxima vez que aparezca. Ana Lucía de repente agarra el arma de Sawyer y llama al guardia (Adewale Akinnuoye-Agbaje), revelando que ha sido plantada en el pozo para obtener información de los prisioneros.

## Otros Capítulos
- Capítulo Anterior: A la Deriva
- Capítulo Siguiente: Todos Odian a Hugo